# Rickey Brown (cestista 1955)
Rickey Brown (Gadsden, 29 marzo 1955) è un ex cestista statunitense, professionista in Italia.

## Carriera
Venne selezionato dai Portland Trail Blazers al terzo giro del Draft NBA 1977 (63ª scelta assoluta).